# Elisha Mathewson
Elisha Mathewson (ur. 18 kwietnia 1767 roku – zm. 14 października 1853 roku) to amerykański rolnik i polityk związany z Partią Demokratyczno-Republikańską.
W 1807 roku został wybrany przedstawicielem stanu Rhode Island w Senacie Stanów Zjednoczonych na miejsce zwolnione przez ustępującego Jamesa Fennera. Funkcję tę piastował do 1811 roku.